# Dahlia imperialis
La dalia catalina (Dahlia imperialis) es una planta de la familia Asteraceae, género Dahlia.

## Descripción
Dahlia imperialis es una planta herbácea de 2 a 6 m de altura, los tallos lisos. Hojas compuestas y opuestas en la parte inferior, reducidas y alternas por debajo de las flores, 2 a 3 pinnadas, 35 a 90 cm de largo, láminas terminadas en punta en el ápice, obtusas a redondeadas o subcordadas en la base, el margen aserrado, escasamente pilosas en los nervios, pecioladas. Inflorescencias tipo cimas terminales, de pocas flores, las partes estériles (las que parecen pétalos) son de color lila a blanquecinas; las flores pequeñas (ubicadas en el centro) rosado púrpurara a violeta. Frutos tipo aquenios más o menos lineares, secos y diminutos, numerosos.

## Distribución
Esta planta se puede encontrar desde la parte central y sur de México hasta Colombia. Las dalias fueron introducidas exitosamente en Europa a finales del siglo XVIII vía España.  En la actualidad la dalia cultivada se ha extendido por casi todos los países del mundo. En México se encuentra en los estados de Guanajuato, Guerrero, Oaxaca, Puebla, Ciudad de México, San Luis Potosí, Veracruz y Chiapas e Hidalgo.

## Hábitat
Es una planta que se ha encontrado de los 1500 a los 4300 m s. n. m., aunque crece y se desarrolla mejor entre los 1700 y 2500 m s. n. m.,  por lo que es una especie de bosques templados, semi-húmedos y muy húmedos.  Es una planta que se caracteriza por el requerimiento de fotoperiodos largos para su floración, los días cortos promueven la tuberización de la planta. En zonas con estaciones definidas, las bajas temperaturas bajas afectan la parte aérea. El rango de temperatura promedio para un mejor desarrollo es de 18 a 23 °C con una humedad relativa entre 75 y 78%.  Es una especie que se desarrolla mejor en suelos permeables y bien drenados.

## Estado de conservación
El género Dahlia está formado por 35 especies silvestres endémicas de México, de las cuales, sólo cuatro especies constituyen la base genética con la que se ha desarrollado la dalia cultivada, dentro de las cuales se encuentra D. imperialis. Sin embargo, en México se conoce muy poco acerca de su cultivo y mejoramiento. A pesar de ser el país de origen y de que en 1963, fuera declarada por decreto presidencial “flor nacional”. En México se conoce muy poco acerca de su cultivo y mejoramiento, su material genético debe comprenderse a cabalidad como parte de nuestro patrimonio biológico y cultural. Es una especie que en la actualidad no se encuentra bajo alguna categoría de riesgo a nivel nacional de acuerdo a la NOM059. Tampoco está en alguna categoría en la lista roja de la IUCN (International Union for Conservation of Nature). Ni en CITES (Convención sobre el Comercio Internacional de Especies Amenazadas de Fauna y Flora Silvestres). 